# Touch (EP)
Touch es el primer miniálbum de la banda femenina surcoreana Miss A, lanzado el 20 de febrero de 2012.

## Composición
«Touch» fue escrita y producida por JY Park. La canción es una pista de baile, y la letra habla de una chica que vuelve a encontrar el amor. 

## Recepción

### Comentarios de la crítica
Touch recibió comentarios mixtos por parte de los críticos de la música contemporánea. Embrace You Magazine dijo «Miss A ha vuelto, a pesar de que no se fue hace mucho tiempo. Es impresionante ver a estas mujeres cautivar cada vez que lanzan material nuevo. Con toda honestidad, creo que con su talento se convierten hacen lo mejor de este tiempo.»

## Lista de canciones
| N.º | Título                | Letras                                         | Música                                                           | Arrangement                                                                        | Duración |  |
| 1.  | «Touch» (터치)        | Park Jin Young                                 | Park Jin Young                                                   | Park Jin Young, Hong Ji Sang                                                       | 3:58     |  |
| 2.  | «Lips»                | Billion Dollar Baby                            | Redd Stylez, Nikki Flores, Alexander Palmer, Billion Dollar Baby | Fuego                                                                              | 3:35     |  |
| 3.  | «Rock n Rule»         | Noday                                          | Noday, Park Jiho                                                 | Noday, Park Jiho                                                                   | 3:20     |  |
| 4.  | «No Mercy»            | Hong Ji Sang                                   | Hong Ji Sang                                                     | Hong Ji Sang                                                                       | 3:29     |  |
| 5.  | «Over U»              | Kim Eun Soo, Ursula Yancy, Billion Dollar Baby | Yoon Sung Ho, Noday                                              | Noday, Billion Dollar Baby, Thomas J. Heyerdahl, Jan Janski Lindvaag for Deepfrost | 3:09     |  |
| 6.  | «Touch» (Newport Mix) | Park Jin Young                                 | Park Jin Young                                                   | Lee Woo Min                                                                        | 3:23     |  |

## Posicionamiento en listas
| País          | Lista                    | Mejor posición |
| ------------- | ------------------------ | -------------- |
| Corea del Sur | Gaon Weekly album chart  | 2              |
| Corea del Sur | Gaon Monthly album chart | 5              |

### Posicionamiento de canciones
| "Touch"               | 2   | 2  |
| "No Mercy"            | 21  | 39 |
| "Lips"                | 46  | 54 |
| "Over U"              | 53  | 69 |
| "Rock n Rule"         | 60  | 71 |
| "Touch" (Newport Mix) | 132 | —  |

### Ventas
| Lista               | ventas |
| ------------------- | ------ |
| Gaon physical sales | 18 000 |